# Kovács Imre (labdarúgó, 1921)
Kovács Imre (Budapest, 1921. november 26. – Budapest, 1996. március 9.) olimpiai bajnok válogatott labdarúgó, edző. A sportsajtóban játékosként Kovács I néven szerepelt. Testvére Kovács József labdarúgó volt.

## Pályafutása

### Klubcsapatban
1933-ban az Oetl csapatában kezdte a labdarúgást. 1945-ig játszott a BSzKRt SE, a Tatabányai Bányász és a Diósgyőri VTK színeiben. Ezután 1959-ig az MTK labdarúgója volt, ahol három bajnoki cím mellé, hat ezüstérmet és egy bronzérmet szerzett. 1955-ben a KK-győztes csapat tagja volt.

### Válogatottban
1948 és 1952 között 8 alkalommal szerepelt a válogatottban. 1952-ben a Helsinkiben az olimpiai bajnok csapat tagja volt. Jobbfedezetként a 101-szeres válogatott Bozsik József tartalékja volt.

### Edzőként
1956-ban kezdett edzőként dolgozni az MTK-nál. Először az ifjúsági és serdülő csapatoknál, majd 1960-tól a tartalékcsapatnál. 1962 és 1964 a csapat vezetőedzője volt. Egy bajnoki ezüstérem, KK-győzelem és KEK ezüstérem a munkája eredménye, de a KEK döntőre már Volentik Béla volt a kék-fehérek edzője. 1962-ben a B-válogatott szakmai vezetője volt. 1964-ben kapta meg labdarúgó szakedző diplomáját a TF-n. 1965-ben a Központi Sportiskola alapító edzője. Ezután Egyiptomban, a Canal Suez csapatánál dolgozott. 1968-as hazatérése után 16 éven át élvonalbeli labdarúgócsapatoknál dolgozott folyamatosan. Pécs (többször), Videoton, Újpest, Salgótarján, MTK, Rába ETO, Nyíregyháza edzői pályafutásának állomásai. 1973-ban mesteredzői címet kapott. Az Újpesti Dózsa 1969 és 1975 között zsinórban hét bajnoki címe közül kettő az ő nevéhez fűződik. A Pécsi MSC-vel 1978-ban MNK-döntős és csak hosszabbításban vesztettek a Ferencvárossal szemben. Összesen 497 bajnoki mérkőzésen ült a kispadon, ezzel 3. az örökranglistán.

## Sikerei, díjai
- Magyar Népköztársasági Sportérdemérem ezüst fokozat (1951)[6]
- A Magyar Népköztársaság kiváló sportolója (1951)[7]
- A Magyar Népköztársaság Érdemes Sportolója (1954)[8]
- A Magyar Köztársasági Érdemrend tisztikeresztje (1993)[9]

### Játékosként
MTK
- Magyar bajnokság
  - bajnok: 1951, 1953, 1957–1958
  - 2.: 1948–1949, 1950-ősz, 1952, 1954, 1955, 1957-tavasz
  - 3.: 1949–1950
- Magyar kupa (MNK)
  - győztes: 1952
  - döntős:
- Közép-európai kupa (KK)
  - győztes: 1955

Válogatott
- Olimpiai bajnok: 1952, Helsinki

### Edzőként
MTK
- Magyar bajnokság:
  - 2.: 1962–1963
- Közép-európai kupa (KK)
  - győztes: 1963
- Kupagyőztesek Európa-kupája (KEK)
  - döntős: 1963–1964

Újpest Dózsa
- Magyar bajnokság:
  - bajnok: 1971–1972, 1972–1973

Pécsi MSC
- Magyar kupa (MNK)
  - döntős: 1977–1978
- Mesteredző (1973)

### Személyes rekordok
- összesen 497 magyar bajnoki mérkőzés edzőként - az örök ranglistán a negyedik.

## Statisztika

### Mérkőzései a válogatottban
| Magyarország | Magyarország         | Magyarország                  | Magyarország       | Magyarország | Magyarország  | Magyarország       | Magyarország | Magyarország |
| #            | Dátum                | Helyszín                      | Hazai              | Eredmény     | Vendég        | Kiírás             | Gólok        | Esemény      |
| ------------ | -------------------- | ----------------------------- | ------------------ | ------------ | ------------- | ------------------ | ------------ | ------------ |
| 1.           | 1948. május 23.      | Budapest, Üllői úti stadion   | Magyarország       | 2 – 1        | Csehszlovákia | Európa-kupa        | -            | 34'          |
| 2.           | 1950. szeptember 24. | Budapest, Megyeri úti stadion | Magyarország       | 12 – 0       | Albánia       | barátságos         | -            |              |
| 3.           | 1951. május 27.      | Budapest, Megyeri úti stadion | Magyarország       | 6 – 0        | Lengyelország | barátságos         | -            |              |
| 4.           | 1951. október 14.    | Vitkovice                     | Csehszlovákia      | 1 – 2        | Magyarország  | barátságos         | -            |              |
| 5.           | 1952. május 27.      | Moszkva, Dinamo-stadion       | Moszkva-válogatott | 2 – 1        | Magyarország  | barátságos         | -            |              |
| 6.           | 1952. június 15.     | Varsó, CWKS-stadion           | Lengyelország      | 1 – 5        | Magyarország  | barátságos         | -            |              |
| 7.           | 1952. június 22.     | Helsinki, Olimpiai Stadion    | Finnország         | 1 – 6        | Magyarország  | barátságos         | -            |              |
| 8.           | 1952. július 15.     | Turku, Kupittaa stadion (FIN) | Románia            | 1 – 2        | Magyarország  | olimpiai selejtező | -            |              |
|              | Összesen             |                               |                    | 8            | mérkőzés      |                    | 0            | gól          |